# 루퍼트 리드
루퍼트 리드(Rupert Reid, 1975년 ~ )는 오스트레일리아의 배우이다.
캔버라에서 태어났다.

## 영화
- 아이 퍽드 어 머메이드 앤 노 원 빌리브즈 미 (2018년)
- 슈퍼 어썸! (2015년)
- 더 정글 (2013년)
- 부! (2012년)
- Soar (2004년)
- 더 익스트림 팀 (2003년)
- Kick (1999) - 싱커스 역